# Vinkelskärmaskin
Vinkelskärmaskin, (engelska: Angle cutting machine), är ett elektriskt drivet verktyg för att skära till och kapa trä eller cellplast/skumplast som liknar en stor bandsåg. En vinkelskärmaskin brukar vanligen ha sågblad eller knivblad.